# Plaine du Cul-de-Sac
Plaine du Cul-de-Sac är en slätt i Haiti. Den ligger i den centrala delen av landet, 19 km öster om huvudstaden Port-au-Prince.